# 中里春奈
中里 春奈（なかざと はるな、1985年2月4日 - ）は最高位戦日本プロ麻雀協会所属の競技麻雀のプロ雀士。群馬県出身。

## 人物・経歴
キャッチフレーズは「黄色い春一番」
麻雀ウォッチ・するしないのメンバー。

## リンク
中里春奈 (@springharubo) - X（旧Twitter）
中里春奈 - 最高位戦日本プロ麻雀協会